# Marszowice (powiat krakowski)
Marszowice – wieś w Polsce położona w województwie małopolskim, w powiecie krakowskim, w gminie Kocmyrzów-Luborzyca.
W latach 1975–1998 miejscowość należała administracyjnie do województwa krakowskiego.
Integralne części miejscowości: Góry, Podgoszcze, Podwilków, Stara Wieś, Zabłonie.
W Marszowicach urodził się Stanisław Pałetko, żołnierz Batalionów Chłopskich, komendant obwodu Miechów BCh.